# Анен, Роже
Роже́ Ане́н (фр. Roger Hanin, настоящая фамилия — Леви (фр. Lévy); 20 октября 1925, Алжир — 11 февраля 2015, Париж) — французский актёр и режиссёр, получивший известность, в частности, благодаря главной роли в телесериале «Комиссар Наварро».

## Биография
Родился в Алжире, бывшем тогда французской колонией. Дед его был раввином, а отец — коммунистом. Имя отца — Жозеф Леви, матери — Викторина бен Ханин. Из-за еврейского происхождения имел проблемы с получением образования при вишистском правительстве. Пошёл добровольцем в авиацию в 1944 году. Никогда не скрывал своего еврейского происхождения и левых взглядов.
Был членом Социалистической партии Франции (после смерти Франсуа Миттерана вступил в Коммунистическую партию Франции).
Наиболее известная в России роль комиссара Наварро была, фактически, создана специально для него. В 2008 году завершил кинематографическую и политическую деятельность.

## Личная жизнь
Роже Анен является родственником бывшего президента Франции Франсуа Миттерана через его жену Даниэль. Кристин Гуз-Реналь (жена Роже Анена) родная сестра Даниэль Миттеран.

## Театральные работы
- 1954 — Отелло — (Уильям Шекспир)
- 1954 — Макбет — (Уильям Шекспир)
- 1996 — В ожидании Годо — (Сэмюэл Бекетт)
- 1997 — Тартюф, или Обманщик — (Мольер)
- 2001 — Une femme parfaite — (Роже Анен)
- 2006 — Un petit pull over angora — (Даниэль Сен-Хамон)

### Режиссёр
- 1979 — «Лукреция Борджиа» (фр. «Lucrèce Borgia»), по драме Виктора Гюго (Лукреция, — Магали Ноэль).

## Фильмография

### Актёрские работы
- 1951 — Только в Париже / Seul dans Paris — посетитель кафе
- 1955 — Бензоколонка / Gilles Grangier : René Schwob, un gangster
- 1958 — Будь красивой и молчи / Sois belle et tais-toi — Charlemagne
- 1959 — На последнем дыхании / À bout de souffle — Карл Зомбах
- 1960 — Рокко и его братья / Rocco e i suoi fratelli — Морини
- 1961 — Да здравствует Генрих IV, да здравствует любовь! / Vive Henri IV, vive l'amour! — Равальяк
- 1961 — Тайны Бургундского двора / Le Miracle des loups — Карл Смелый
- 1964 — Тигр любит свежее мясо / Le Tigre aime la chair fraîche — Луи Рапье, Тигр
- 1965 — Мари Шанталь против доктора Ха / Marie-Chantal contre docteur Kha — Бруно Керриен
- 1965 — Тигр душится динамитом / Le Tigre se parfume à la dynamite — Луи Рапье, Тигр
- 1966 — 13 невест Фу Манчу / Les 13 fiancées de Fu Manchu — Инспектор Гримальди
- 1981 — День расплаты (Тысяча извинений) / Le Grand Pardon — Раймон Беттун
- 1982 — Отверженные / Les Misérables — Трактирщик
- 1984 — Искры / L’Etincelle — Морис
- 1989-2007 — Комиссар Наварро / Navarro - Комиссар полиции Антуан Наварро
- 1989 — Красная капелла / fr:L'Orchestre rouge — Берзин
- 1992 — День расплаты 2 / Le Grand Pardon 2 — Раймон Беттун
- 1997 — Солнце / Soleil — Профессор Леви

### Режиссёрские работы
- 1973 — Защитник / Le Protecteur
- 1975 — Двурушник / Le Faux-cul
- 1984 — Адский поезд / Train d’enfer
- 1987 — Румба / La Rumba
- 1997 — Солнце / Soleil

## Награды
- Национальный орден Заслуг класса Athir (Алжир, 3 декабря 2000)